# Thespiskarren
Thespiskarren oder Thespiswagen ist die Bezeichnung für den Wohnwagen wandernder Schauspieler oder für eine Wanderbühne. Der Name stammt von Thespis, dem ersten griechischen Tragödiendichter, der seine Theaterstücke laut der Überlieferung von Horaz auf einem Theaterwagen aufgeführt haben soll. Dies lässt sich jedoch nicht durch weitere Quellen belegen.
Die sozialen Bedingungen der Wandertruppen waren – ebenso wie ihr Ruf – äußerst schlecht. Besonders der Winter brachte große Schwierigkeiten, da keine Möglichkeiten bestand, in stehenden Theatergebäuden zu spielen. Einen seltenen Ausweg stellte ein Engagement an einem Hof dar.
Der Regisseur und Schauspieler Fritz Remond leitete ab 1946 eine Schauspielergruppe namens „Der Thespiskarren“, die im Zoo-Theater (später Fritz Remond Theater) auftrat, zu der die Schauspielerin Brigitte König gehörte.